# Jasiorów Żleb

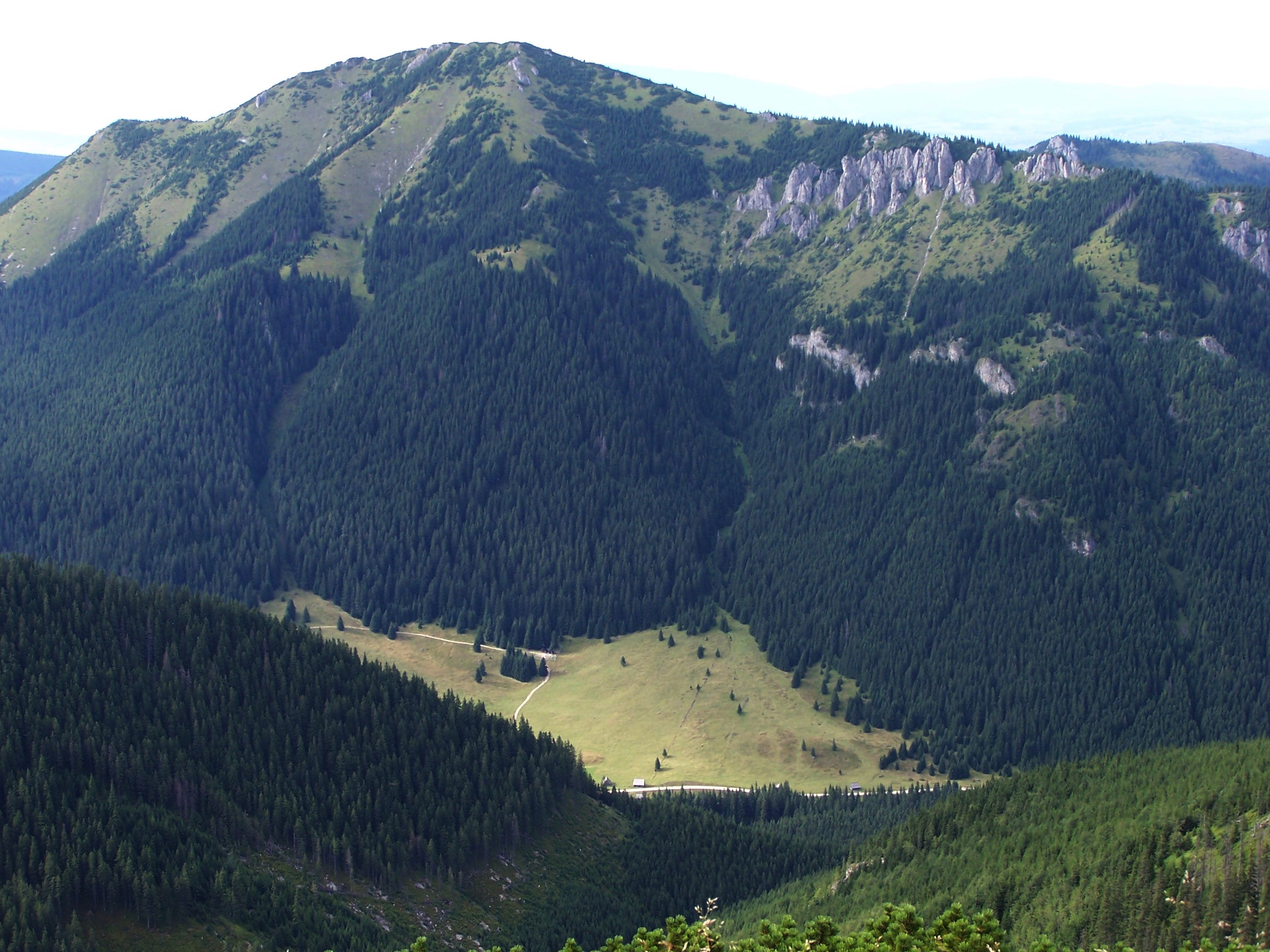
Lewy z dwóch żlebów Bobrowca to Jasiorów Żleb

Jasiorów Żleb – żleb opadający z Bobrowca w Tatrach Zachodnich. Opada spod głównego jego wierzchołka, początkowo w południowym kierunku, pomiędzy upłazem Małe Kopisko (po zachodniej stronie) i upłazem Wielkie Kopisko (po wschodniej stronie). W dolnej części lekko zakręca w południowo-wschodnim kierunku i uchodzi na Polanie Chochołowskiej pomiędzy kaplicą na Polanie Chochołowskiej a Schroniskiem Chochołowskim. Lawiny schodzą tylko w górnej jego części. U wylotu Jasiorowego Żlebu w zimie funkcjonuje przenośny wyciąg narciarski.
Jest jednym z dwóch największych żlebów południowych stoków Bobrowca. Drugim jest Skorusi Żleb (po jego wschodniej stronie).